# Signes extérieurs de richesse
Signes extérieurs de richesse är en fransk komedifilm från 1983 i regi av Jacques Monnet.

## Rollista i urval
- Josiane Balasko - Béatrice Flamand
- Claude Brasseur - Jean-Jacques Lestrade
- Jean-Pierre Marielle - Jérôme Bouvier
- Roland Giraud - Gerard Picard
- Charlotte de Turckheim - Sylvie Picard
- Jean Reno - Marc Letellier
- Xavier Saint-Macary - Bianchi